# Оболенский, Михаил Андреевич
Князь Михаи́л Андре́евич Оболе́нский (1806—1873) — русский историк-архивист из рода Оболенских, директор Московского главного архива Министерства иностранных дел.

## Биография
Сын генерал-майора князя Андрея Михайловича Оболенского (1765—1830) и его жены Прасковьи Николаевны (1780—1832), дочери графа Николая Ивановича Моркова.
Родился 2 (14) января 1805 года в Москве. Паж (1818), камер-паж (1823). Прапорщик Лейб-гвардии Финляндского полка (с 1825). Подпоручик (1827).

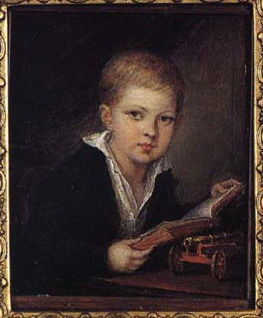
М. А. Оболенский ребёнком. В. А. Тропинин, 1812

Участвовал в русско-турецкой войне 1828-1829 годов, под Варной был ранен пулей в ногу. Получил золотую шпагу «за храбрость» в делах против турок (1828). Поручик (1829). Переведён в капитаны армии (1830). Уволен к статским делам в 1831 году.
Состоял для особых поручений при Председателе временно управляющего  Царства Польского (1831); с 1832 года заведовал секретной канцелярией И. Ф. Паскевича. В 1832 году получил орден Св. Владимира 4-й степени за храбрость против польских мятежников и чин коллежского асессора. В 1833 году был переведён в Министерство иностранных дел с причислением к Московскому главному архиву и в том же году стал главным смотрителем в комиссии печатания Государственных грамот и договоров. Надворный советник с 1836 года, коллежский советник с 1839 года. В этом же году стал членом Археографической комиссии. Исполняющий обязанности управляющего Московским главным архивом с 1840 года. Статский советник с 1843, камергер с 1845 года. Член-корреспондент Императорской Санкт-Петербургской Академии наук с 5 декабря 1846 года (историко-филологическое отделение, по разряду исторических и политических наук). был утверждён в должности управляющего Московским главным архивом в 1848 году. Под его руководством в 1840-х годах была проведена новая систематизация фондов архива: они были разделены на три хронологических «разряда», каждый из которых состоял из двух отделений – дипломатических материалов и документов внутриполитического характера.
Также состоял заведующим Государственным древлехранилищем хартий, рукописей и печатей при московской Оружейной палате с 1853 года. Гофмейстер двора Её Императорского величества (1856). Председатель учёной комиссии, учреждённой по поводу «возобновления» (реконструкции) палат бояр Романовых (1856). Гофмейстер (1859). Пожалован орденом Св. Владимира 2-й степени с мечами в 1862 году.
Был действительным членом Общества истории и древностей российских.
Помещик Дмитровского и Клинского уездов, владел крестьянами в количестве 103 души.
Владелец дома № 14 на Арбате. В его собрании картин имелся известный портрет А. С. Пушкина кисти В. А. Тропинина, который он выкупил «у Бардина, известного плута и мошенника».
Умер в Санкт-Петербурге 12 (24) января 1873 года. Был похоронен в селе Глухово Дмитровского уезда Московской губернии.

## Семья
Жена (с 29 апреля 1836 года) — Александра Алексеевна Мазурина (1817—1885), дочь московского городского головы и богатого фабриканта, Алексея Алексеевича Мазурина (1771—1834). Похоронена рядом с родителями на Ваганьковском кладбище. Дети:
- Анна Михайловна (1837—1909), фрейлина двора (1856), замужем с 1863 года за князем Григорием Дмитриевичем Хилковым (1835—1885), пожертвовала коллекцию отца в Архив Министерства Иностранных Дел.
- Алексей Михайлович (1839—21.10.1861[10]), собрал обширную коллекцию музыкальных инструментов, пожертвованную княгиней Хилковой в Московскую консерваторию. Умер в Петербурге от тифозной горячки, похоронен в селе Глухово Дмитровского уезда.

## Научные труды
Издал несколько летописей (в частности: Супрасльская рукопись / [Иждивением О-ва истории и древностей рос., трудами и попечением кн. М. А. Оболенского]. — М.: Синод. тип., 1836), «Иностранные сочинения и акты, относящиеся до России» (М., 1847—1848), «Книгу об избрании на царство Михаила Фёдоровича» (М., 1856), «Письма русских государей и других особ царского семейства» (М., 1861—1962) и много других материалов по отечественной истории.
Довольно важным историческим источником считается и 12 выпусков «Сборника князя Оболенского» (Москва: тип. Лазаревых Ин-та вост. яз., 1838—1859). Они содержат древние акты: частью московского архива, частью лично принадлежавшие Оболенскому.
Своей работой «Летописец Переяславля Суздальского», опубликованной в 1851 году, он ввёл славянский перевод «Хронографии» Иоанна Малалы в круг интересов русских и западноевропейский византинистов.
В «1859 году в Чтениях в Обществе истории и древностей российских при Московском университете» опубликованы были воспоминания М. А. Оболенского о пребывании его в оккупированной французами Москве в 1812 году.
В 1867 году в издании Вольной Русской типографии в Женеве вышел его русский перевод сочинения английского дипломата Джайлса Флетчера «О государстве Русском» (Of the Russe Common Wealth, 1591), переизданный в 1906 году А. С. Сувориным.
В 1870 году вышло его самостоятельное исследование: «О первоначальной русской летописи». Кроме того, Оболенский напечатал много документов и статей, в повременных изданиях: «Новые материалы для истории следственного дела над патриархом Никоном» («Архив исторических и практических сведений о России», 1859, кн. V), «Протоколы Верховного Тайного Совета, 1726—1730 гг.» («Библ. Записки», 1858, т. I), «Сельские инструкции 1765-66 гг.» («Журнал Землевладельцев», 1859, т. VI), «Рассказы москвича о Москве во время пребывания в ней французов» («Чтения Моск. Общ. Ист. и Др.», 1859, № 2) и др.
Оболенский выдвигал теорию происхождения славян от алан, объясняя само слово «славяне» как стяжение сочетания «слава-алане» — по названию «богини славы», которой поклонялся древний народ. Эта версия имела своих сторонников и вплоть до нашего времени популярна среди дилетантов, не имеющих отношения к научной лингвистике.